# Castello imperiale di Poznań
Il Castello imperiale di Poznań (in polacco Zamek Cesarski w Poznaniu, in tedesco Königliches Residenzschloss Posen), è un antico castello imperiale situato nella città di Poznań, in Polonia.
Fu costruito durante il dominio tedesco nel 1910 su progetto di Franz Schwechten su commissione dell'imperatore tedesco Guglielmo II. Dalla sua realizzazione, l'edificio ha ospitato gli uffici governativi della Germania (fino al 1918 e durante la seconda guerra mondiale) e della Polonia (nel periodo tra le due guerre mondiali 1918-1939 e dal 1945).